# Tapinauchenius
Tapinauchenius es un género de arañas migalomorfas de la familia Theraphosidae. Es originario de Sudamérica y las Antillas.

## Géneros
Según The World Spider Catalog 11.0:
- Tapinauchenius brunneus Schmidt, 1995
- Tapinauchenius cupreus Schmidt & Bauer, 1996
- Tapinauchenius elenae Schmidt, 1994
- Tapinauchenius gigas Caporiacco, 1954
- Tapinauchenius latipes L. Koch, 1875
- Tapinauchenius plumipes (C. L. Koch, 1842)
- Tapinauchenius sanctivincenti (Walckenaer, 1837)
- Tapinauchenius subcaeruleus Bauer & Antonelli, 1997
- Tapinauchenius violaceus (Mello-Leitão, 1930)